# Campeonato NORCECA de Voleibol Femenino de 2021
El Campeonato NORCECA de Voleibol Femenino 2021 fue la XXVII edición del máximo torneo de selecciones femeninas de voleibol pertenecientes a la Confederación de Norteamérica, Centroamérica y el Caribe de Voleibol (NORCECA), se llevó a cabo del 26 al 31 de agosto de 2021 en Guadalajara, México.
Las campeonas y subcampeonas se clasificaron para el Campeonato Mundial de Voleibol Femenino de 2022.

## Equipos participantes
| Grupo A        | Grupo B              |
| -------------- | -------------------- |
| Puerto Rico    | Trinidad y Tobago    |
| Canadá         | República Dominicana |
| Estados Unidos | México               |
|                | Costa Rica           |

## Procedimiento de desempate
1. Número de partidos ganados
2. Puntos de partido
3. Proporción de puntos
4. Proporción de sets
5. Resultado del último partido entre los equipos empatados

- Partido ganado 3–0: 5 puntos de partido para el ganador, 0 puntos de partido para el perdedor.
- Partido ganado 3–1: 4 puntos de partido para el ganador, 1 punto de partido para el perdedor.
- Partido ganado 3–2: 3 puntos de partido para el ganador , 2 puntos de partido para el perdedor.

## Ronda preliminar
- Del 26 al 28 de agosto
- Sede:  Arena Astros
- Todos los horarios corresponden a la hora de Guadalajara, México ( UTC-06:00 )

|  | Calificadas para Semifinales      |
|  | Calificadas para Cuartos de final |

### Grupo A
|     |                | Partidos | Partidos | Partidos |     | Sets | Sets | Sets  | Puntos | Puntos | Puntos |
| Pos | Equipo         | PJ       | PG       | PP       | Pts | SG   | SP   | Ratio | PG     | PP     | Ratio  |
| --- | -------------- | -------- | -------- | -------- | --- | ---- | ---- | ----- | ------ | ------ | ------ |
| 1.º | Canadá         | 2        | 1        | 1        | 6   | 5    | 4    | 1.250 | 189    | 178    | 1.061  |
| 2.º | Estados Unidos | 2        | 1        | 1        | 5   | 5    | 5    | 1.000 | 200    | 216    | 1.015  |
| 3.º | Puerto Rico    | 2        | 1        | 1        | 4   | 4    | 5    | 0.800 | 189    | 203    | 0.931  |

| Fecha        | Hora  | Equipo 1       | Sets  | Equipo 2    | Set 1 | Set 2 | Set 3 | Set 4 | Set 5 | Total   |
| ------------ | ----- | -------------- | ----- | ----------- | ----- | ----- | ----- | ----- | ----- | ------- |
| 26 de agosto | 14:00 | Estados Unidos | 2 : 3 | Puerto Rico | 25-21 | 26-28 | 19-25 | 25-21 | 9-15  | 104–110 |
| 27 de agosto | 17:30 | Estados Unidos | 3 : 2 | Canadá      | 25-17 | 15-25 | 19-25 | 25-15 | 15-8  | 99-90   |
| 28 de agosto | 17:30 | Puerto Rico    | 1 : 3 | Canadá      | 17-25 | 22-25 | 26-24 | 14-25 |       | 79-99   |

### Grupo B
|     |                   | Partidos | Partidos | Partidos |     | Sets | Sets | Sets  | Puntos | Puntos | Puntos |
| Pos | Equipo            | PJ       | PG       | PP       | Pts | SG   | SP   | Ratio | PG     | PP     | Ratio  |
| --- | ----------------- | -------- | -------- | -------- | --- | ---- | ---- | ----- | ------ | ------ | ------ |
| 1.º | Rep. Dominicana   | 3        | 3        | 0        | 14  | 9    | 1    | 9.000 | 259    | 172    | 1.505  |
| 2.º | México            | 3        | 2        | 1        | 11  | 7    | 3    | 2.333 | 241    | 188    | 1.281  |
| 3.º | Costa Rica        | 3        | 1        | 2        | 5   | 3    | 6    | 0.500 | 169    | 177    | 0.954  |
| 4.º | Trinidad y Tobago | 3        | 0        | 3        | 0   | 0    | 9    | 0.000 | 93     | 255    | 0.413  |

| Fecha        | Hora  | Equipo 1          | Sets  | Equipo 2          | Set 1 | Set 2 | Set 3 | Set 4 | Set 5 | Total  |
| ------------ | ----- | ----------------- | ----- | ----------------- | ----- | ----- | ----- | ----- | ----- | ------ |
| 26 de agosto | 17:30 | Rep. Dominicana   | 3 : 0 | Costa Rica        | 25-11 | 25-21 | 25-15 |       |       | 75-47  |
| 26 de agosto | 20:00 | México            | 3 : 0 | Trinidad y Tobago | 25-13 | 25-9  | 25-10 |       |       | 75-32  |
| 27 de agosto | 14:00 | Rep. Dominicana   | 3 : 0 | Trinidad y Tobago | 25-5  | 25-17 | 25-12 |       |       | 75-34  |
| 27 de agosto | 20:00 | México            | 3 : 0 | Costa Rica        | 25-14 | 25-12 | 25-21 |       |       | 7547   |
| 28 de agosto | 14:00 | Trinidad y Tobago | 0 : 3 | Costa Rica        | 13-25 | 4-25  | 10-25 |       |       | 27-75  |
| 28 de agosto | 20:00 | México            | 1 : 3 | Rep. Dominicana   | 30-28 | 19-25 | 13-25 | 29-31 |       | 91-109 |

## Ronda final
- Del 29 al 31 de agosto
- Sede:  Arena Astros
- Todos los horarios corresponden a la hora de Guadalajara, México ( UTC-06:00 )

|  |                            |                            |                            |  |  | Cuartos de final 29 de agosto | Cuartos de final 29 de agosto | Cuartos de final 29 de agosto |  |  | Semifinales 30 de agosto | Semifinales 30 de agosto | Semifinales 30 de agosto |  |  | Final 31 de agosto         | Final 31 de agosto         | Final 31 de agosto         |
|  |                            |                            |                            |  |  |                               |                               |                               |  |  |                          |                          |                          |  |  |                            |                            |                            |
|  |                            |                            |                            |  |  |                               |                               |                               |  |  | 1A                       | Canadá                   | 1                        |  |  |                            |                            |                            |
|  | Quinto puesto 30 de agosto | Quinto puesto 30 de agosto | Quinto puesto 30 de agosto |  |  | 2B                            | México                        | 1                             |  |  | 3A                       | Puerto Rico              | 3                        |  |  |                            |                            |                            |
|  |                            |                            |                            |  |  | 3A                            | Puerto Rico                   | 3                             |  |  |                          |                          |                          |  |  | 3A                         | Puerto Rico                | 2                          |
|  | 3B                         | Costa Rica                 | 0                          |  |  |                               |                               |                               |  |  |                          |                          |                          |  |  | 1B                         | República Dominicana       | 3                          |
|  | 2B                         | México                     | 3                          |  |  |                               |                               |                               |  |  | 1B                       | República Dominicana     | 3                        |  |  |                            |                            |                            |
|  |                            |                            |                            |  |  | 2A                            | Estados Unidos                | 3                             |  |  | 2A                       | Estados Unidos           | 0                        |  |  | Tercer puesto 31 de agosto | Tercer puesto 31 de agosto | Tercer puesto 31 de agosto |
|  |                            |                            |                            |  |  | 3B                            | Costa Rica                    | 0                             |  |  |                          |                          |                          |  |  |                            |                            |                            |
|  |                            |                            |                            |  |  |                               |                               |                               |  |  |                          |                          |                          |  |  | 1A                         | Canadá                     | 3                          |
|  |                            |                            |                            |  |  |                               |                               |                               |  |  |                          |                          |                          |  |  | 2A                         | Estados Unidos             | 2                          |

### Cuartos de final
| Fecha        | Hora  | Equipo 1       | Sets  | Equipo 2    | Set 1 | Set 2 | Set 3 | Set 4 | Set 5 | Total  |
| ------------ | ----- | -------------- | ----- | ----------- | ----- | ----- | ----- | ----- | ----- | ------ |
| 29 de agosto | 17:30 | Estados Unidos | 3 : 0 | Costa Rica  | 25-11 | 25-17 | 25-10 |       |       | 75-30  |
| 29 de agosto | 20:00 | México         | 1 : 3 | Puerto Rico | 22-25 | 19-25 | 27-25 | 23-25 |       | 91-100 |

### Quinto puesto
| Fecha        | Hora  | Equipo 1   | Sets  | Equipo 2 | Set 1 | Set 2 | Set 3 | Set 4 | Set 5 | Total |
| ------------ | ----- | ---------- | ----- | -------- | ----- | ----- | ----- | ----- | ----- | ----- |
| 30 de agosto | 14:00 | Costa Rica | 0 : 3 | México   | 15-25 | 10-25 | 15-25 |       |       | 40-75 |

### Semifinales
| Fecha        | Hora  | Equipo 1        | Sets  | Equipo 2       | Set 1 | Set 2 | Set 3 | Set 4 | Set 5 | Total |
| ------------ | ----- | --------------- | ----- | -------------- | ----- | ----- | ----- | ----- | ----- | ----- |
| 30 de agosto | 17:30 | Canadá          | 1 : 3 | Puerto Rico    | 18-25 | 25-19 | 23-25 | 20-25 |       | 86-94 |
| 30 de agosto | 20:00 | Rep. Dominicana | 3 : 0 | Estados Unidos | 25-16 | 25-18 | 25-20 |       |       | 75-54 |

### Tercer puesto
| Fecha        | Hora  | Equipo 1 | Sets  | Equipo 2       | Set 1 | Set 2 | Set 3 | Set 4 | Set 5 | Total  |
| ------------ | ----- | -------- | ----- | -------------- | ----- | ----- | ----- | ----- | ----- | ------ |
| 31 de agosto | 17:30 | Canadá   | 3 : 2 | Estados Unidos | 25-17 | 17-25 | 25-22 | 23-25 | 15-8  | 105-97 |

### Final
| Fecha        | Hora  | Equipo 1    | Sets  | Equipo 2        | Set 1 | Set 2 | Set 3 | Set 4 | Set 5 | Total   |
| ------------ | ----- | ----------- | ----- | --------------- | ----- | ----- | ----- | ----- | ----- | ------- |
| 31 de agosto | 20:00 | Puerto Rico | 2 : 3 | Rep. Dominicana | 22-25 | 25-15 | 17-25 | 25-21 | 12-15 | 101-101 |

## Posiciones finales
| Pos.              | Equipo                  |
| ----------------- | ----------------------- |
| Medalla de oro    | República Dominicana CM |
| Medalla de plata  | Puerto Rico CM          |
| Medalla de bronce | Canadá                  |
| 4                 | Estados Unidos          |
| 5                 | México                  |
| 6                 | Costa Rica              |
| 7                 | Trinidad y Tobago       |

| \| \| \| \| \| Campeón República Dominicana[3] 3.er título \| Plantel: 2 Yaneirys Rodríguez Durán, 7 Niverka Dharlenis Marte Frica, 9 Angélica María Hinojosa Díaz, 11 Geraldine Sthefany González, 12 Yokaty Pérez Javier, 13 Madeline Jazmín Guillén Paredes, 14 Prisilla Altagracia Rivera Brens , 15 Esthefany Rabit, 16 Yonkaira Paola Peña Isabel, 18 Bethania De la Cruz Peña, 21 Jineiry Martínez, 23 Gaila Ceneida González López, 24 Vielka Michelle Peralta Luna, 25 Larysmer Martínez Cano. Entrenador: Marcos Kwiek |
| |
| |
| Campeón República Dominicana 3.er título |

|                                          |
|                                          |
| Campeón República Dominicana 3.er título |

## Distinciones individuales
| Categoría                   | Ganadora                            |
| --------------------------- | ----------------------------------- |
| Jugadora Más Valiosa (MVP)  | Gaila González                      |
| Mejor colocadora / armadora | Natalia Valentín                    |
| Mejor punta / receptora     | Prisilla Rivera Bethania De la Cruz |
| Mejor central / media       | Rachael Kramer Jennifer Cross       |
| Mejor atacante opuesta      | Gaila González                      |
| Mejor líbero                | Shara Venegas                       |
| Mejor receptora             | Shara Venegas                       |
| Mejor defensa               | María José Castro                   |
| Mejor servicio              | Jocelyn Urías                       |
| Mayor anotadora             | Gaila González (79 pts)             |

## Clasificadas alCampeonato Mundial de Voleibol Femenino de 2022
| Puerto Rico | República Dominicana |